# Viola alaica
Viola alaica är en violväxtart som beskrevs av Aleksei Ivanovich Vvedensky. Viola alaica ingår i släktet violer, och familjen violväxter. Inga underarter finns listade i Catalogue of Life.